# 코칸트
코칸트(러시아어: Коканд, 우즈베크어: Qo'qon 코콘)는 우즈베키스탄 동부의 시이고 페르가나 분지의 남서단에 위치해 있으며, 인구는 25만 명이다.

## 지리
우즈베키스탄의 수도 타슈켄트에서 남동쪽으로 228km, 안디잔의 서쪽으로 115km, 페르가나에서 서쪽으로 88km 지점에 있다.

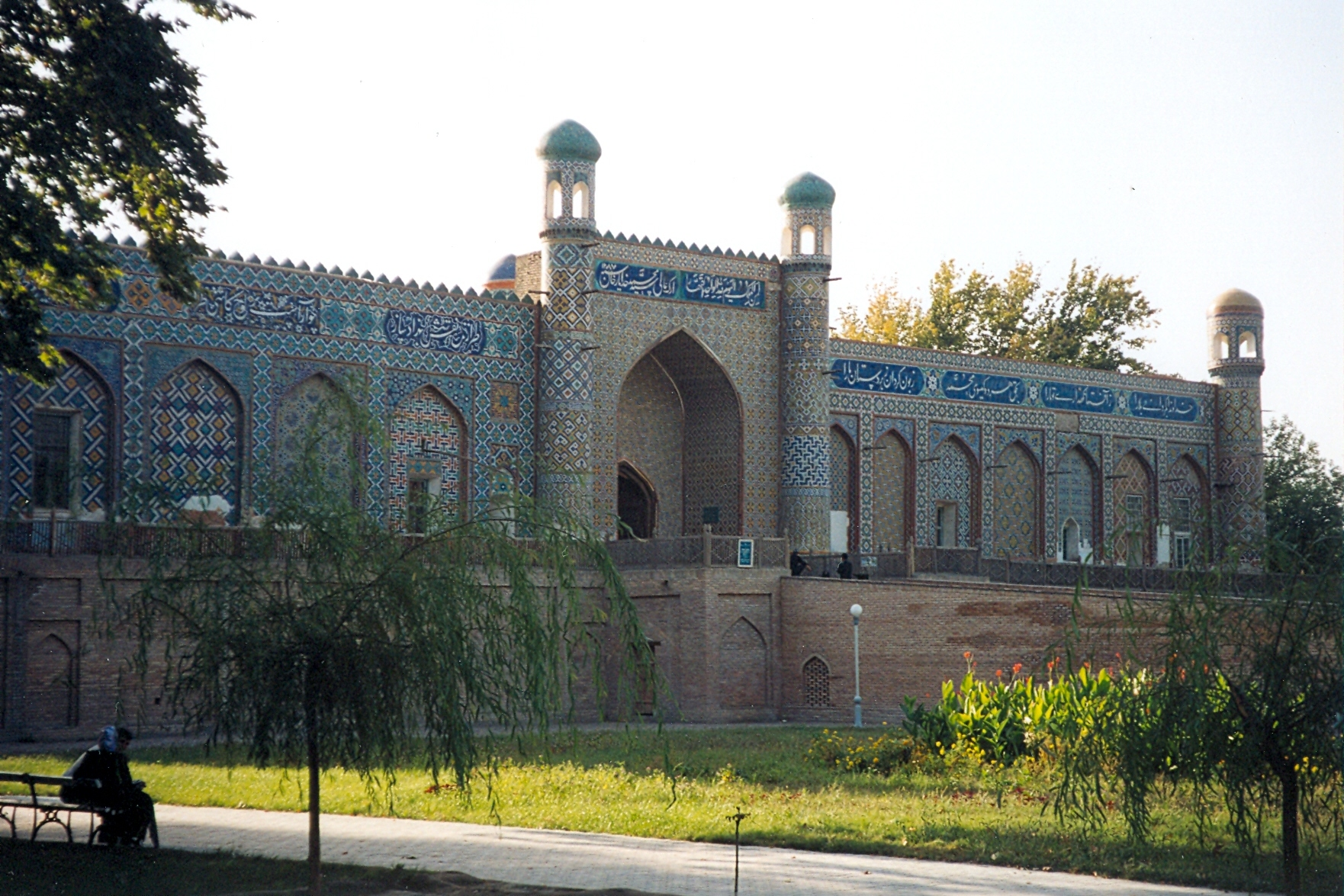
코칸트 궁